# Tweed Range
Tweed Range är en bergskedja i Australien. Den ligger i delstaten New South Wales, i den sydöstra delen av landet, omkring 630 kilometer norr om delstatshuvudstaden Sydney.
I omgivningarna runt Tweed Range växer i huvudsak städsegrön lövskog. Runt Tweed Range är det ganska glesbefolkat, med 24 invånare per kvadratkilometer. Genomsnittlig årsnederbörd är 1 801 millimeter. Den regnigaste månaden är januari, med i genomsnitt 320 mm nederbörd, och den torraste är oktober, med 41 mm nederbörd.